# أدريان مايدانا
أدريان مايدانا (بالإسبانية: Adrián Maidana)‏ هو لاعب كرة قدم أرجنتيني في مركز الوسط، ولد في 30 نوفمبر 1988 في La Francia ‏ في الأرجنتين. لعب مع Club Atlético Brown ‏.

## وصلات خارجية
- أدريان مايدانا على موقع قاعدة بيانات كرة القدم.إي يو (الإنجليزية)
- أدريان مايدانا على موقع Soccerway.com (الإنجليزية)